# حصار بيدار
كان حصار بيدار حصارًا لمدة سبعة وعشرين يومًا شنته سلطنة مغول الهند ضد حامية سلالة عادل شاهي في بيدار، التي كانت تحت سيطرة محمد عادل شاه سلطان بيجابور . كانت الحامية تحت قيادة سيدي مرجان، الذي استسلم في النهاية ثم توفي متأثراً بجراحه.

## معركة
تقدم أورنجزيب وجيشه نحو بيجابور وحاصر بيدار.  دافع الكلدار (حاكم أو قبطان) القلعة سيدي مرجان عن القلعة بـ 1000 من الفرسان و 4000 من المشاة. أصيب سيدي مرجان بجروح قاتلة بانفجار مخزن للبارود. بعد سبعة وعشرين يومًا من القتال الشرس، استولى مغول الهند على بيدار. 

### ما بعد المعركة
أصبحت مدينة بيدار الثرية جزءًا من سلطنة مغول الهند .